# 星屑ダイアリー
「星屑ダイアリー」（ほしくず-）は、日本の女性歌手、ChouChoの楽曲。2023年8月8日にChouChoの5作目の配信限定シングルとして各種音楽配信サービスにて配信が開始された。

## 概要
前作「reincarnation/灯火セレナード」より1年2か月ぶりのリリースとなり、配信限定シングルのリリースは「風のソルフェ」以来、約4年7か月ぶりとなる。
本曲は、テレビアニメ『Fate/kaleid liner プリズマ☆イリヤ』の10周年記念テーマソングに使用された。本シリーズへの楽曲提供は、「kaleidoscope/薄紅の月」以来約7年ぶりとなる。ChouChoが作詞・作曲を手掛けており、楽曲について「これまでもこれからも成長していくイリヤと、ずっと作品を愛して下さる皆さんへの想いを込めた曲になっています」と語っている。
2023年8月5日、東京・山野ホールにて開催されたイベント『Fate/kaleid liner プリズマ☆イリヤ アニメ10周年イベント～starlog～』で本曲が初披露された。

## シングル収録内容
| #  | タイトル           | 作詞・作曲 | 編曲    | 時間 |
| -- | ------------------ | ---------- | ------- | ---- |
| 1. | 「星屑ダイアリー」 | ChouCho    | 村山☆潤 | 3:37 |